# Rozkoš (rybník)
Zaniklý rybník Rozkoš u Lázní Bohdaneč byl jedním z největších rybníků bývalé Pernštejnské rybniční soustavy na Pardubicku. Nalézal se asi 0,6 km východně od centra města Lázně Bohdaneč v okrese Pardubice.
Rybník Rozkoš o výměře asi 274 ha byl postaven na počátku 16. století. Při jeho budování byly zbořeny dvě osady - Nívčice a Bystřec. Rybník byl napájen vodou z Opatovického kanálu. Rybník zanikl v průběhu 17. století přeměnou v les. Do současné doby se dochovala jeho hráz pomístně nazývaná Pernštejnská hráz.

## Galerie

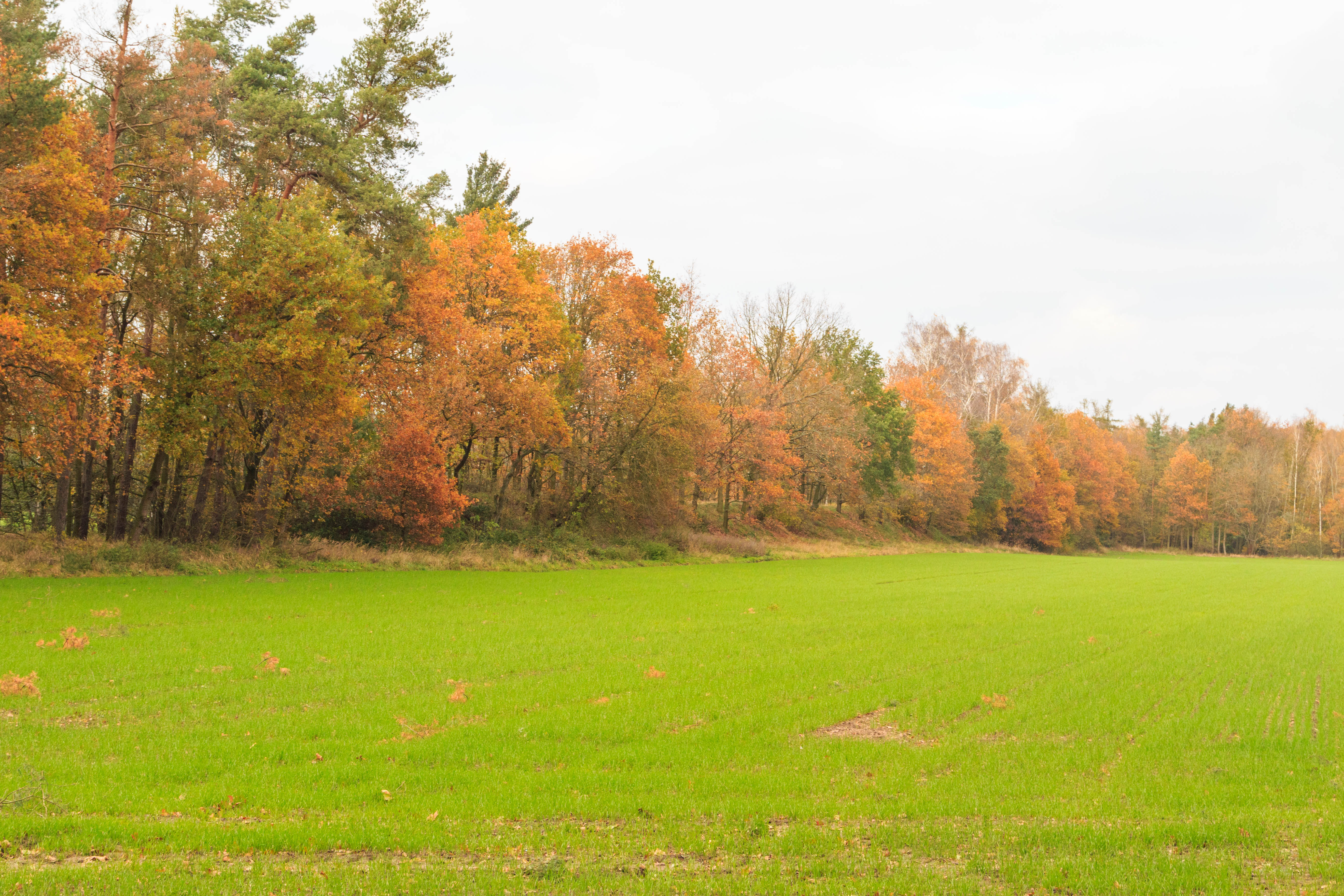
Hráz bývalého rybníka Rozkoš
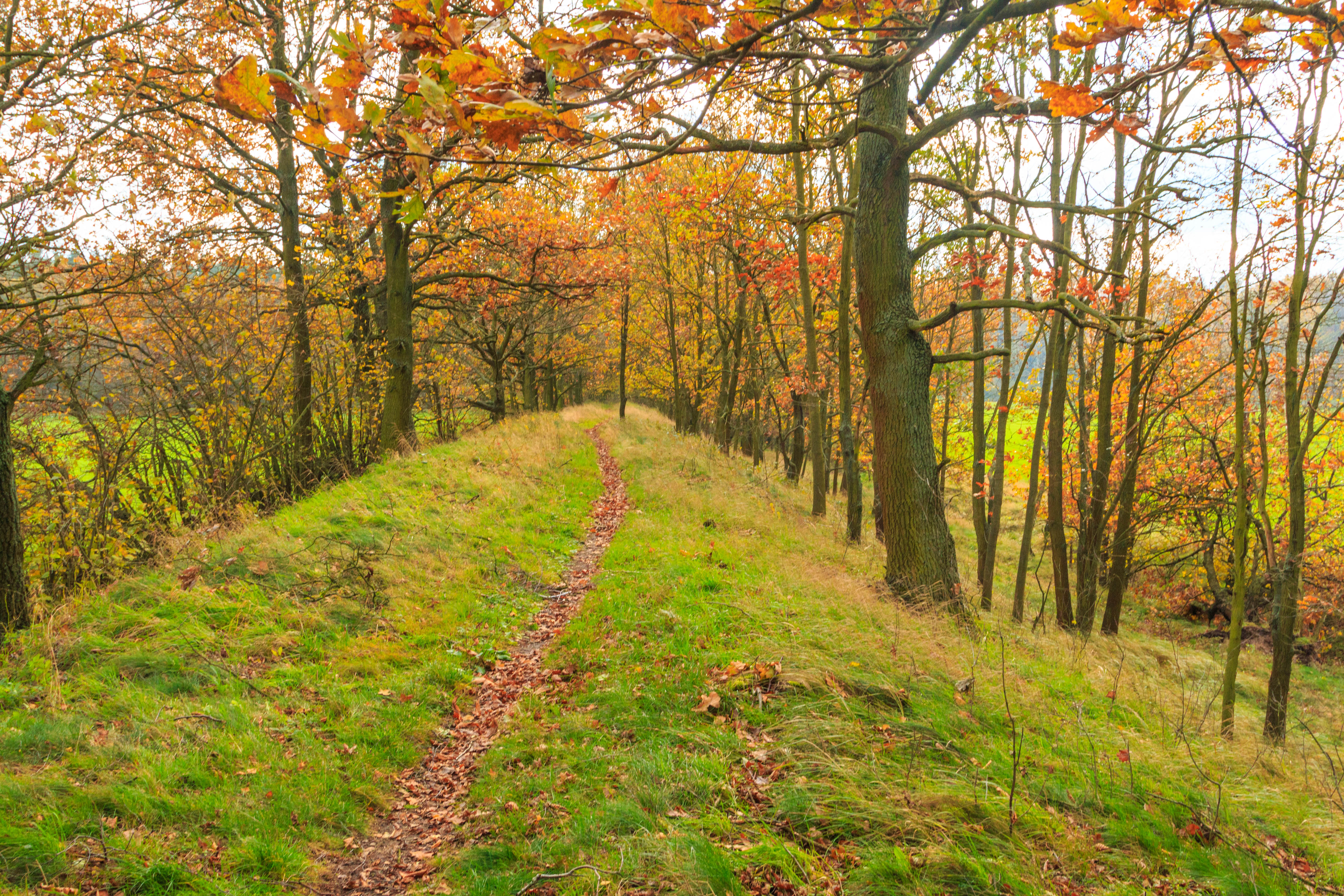
Hráz bývalého rybníka Rozkoš
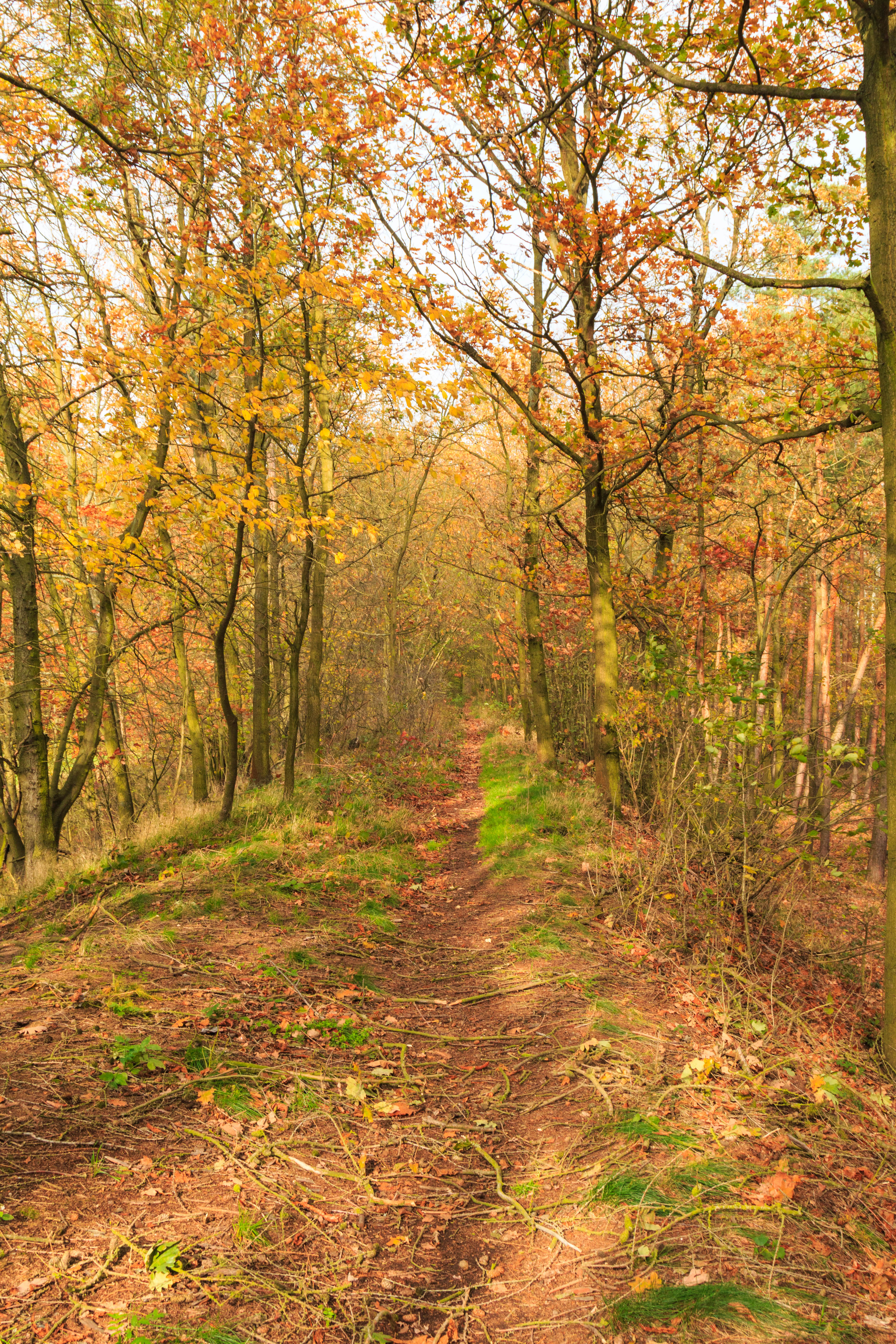
Hráz bývalého rybníka Rozkoš
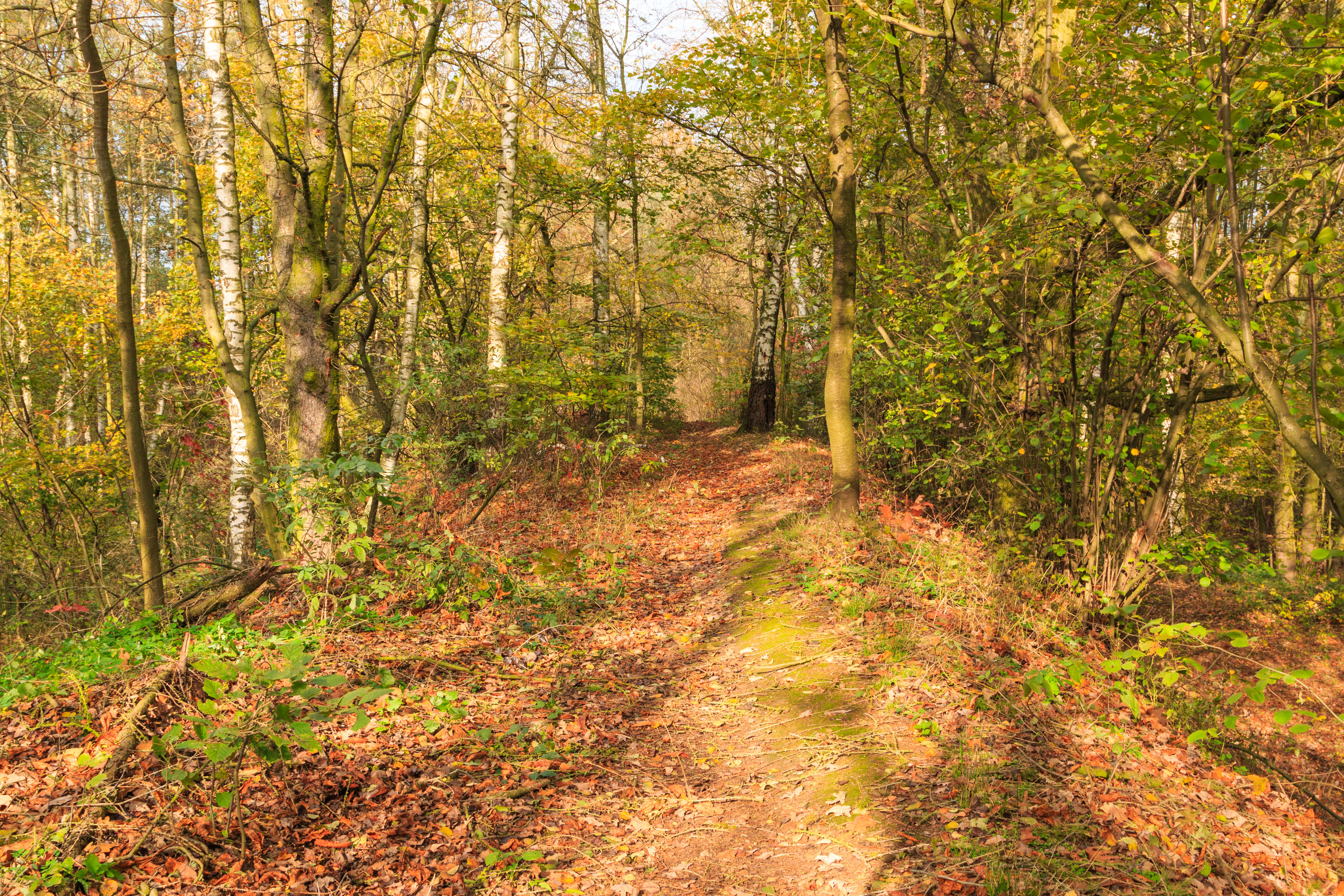
Hráz bývalého rybníka Rozkoš